# Carlos Pedraza Olguín
Carlos Pedraza Olguín (31 de dezembro de 1913 - 20 de novembro de 2000) foi um pintor chileno. Ganhou o Prémio Nacional de Arte do Chile em 1979.